# Sisyrinchium graminifolium
Sisyrinchium graminifolium är en irisväxtart som beskrevs av John Lindley. Sisyrinchium graminifolium ingår i släktet gräsliljor, och familjen irisväxter. Inga underarter finns listade i Catalogue of Life.